# Sowmiya Murugan
Sowmiya Murugan (* 25. März 1996) ist eine indische Leichtathletin, die sich auf den Siebenkampf spezialisiert hat.

## Sportliche Laufbahn
Ihren ersten internationalen Wettkampf bestritt Sowmiya Murugan im Jahr 2023, als sie bei den Hallenasienmeisterschaften in Astana mit 3654 Punkten den achten Platz im Fünfkampf belegte.
2019 wurde Murugan indische Meisterin im Siebenkampf.

## Persönliche Bestleistungen
- Siebenkampf: 5450 Punkte, 13. Oktober 2019 in Ranchi
  - Fünfkampf (Halle): 3654 Punkte, 10. Februar 2023 in Astana